# Tomasz Klimański
Tomasz Wiesław Klimański (ur. 1952) – polski działacz ekumeniczny, polityk i dyplomata. 

## Życiorys
Ukończył studia z dziedziny pedagogiki rodziny na Katolickim Uniwersytecie Lubelskim. Od 1978 związany z Białą Podlaską. Od 13 do 31 grudnia 1981 był internowany za działalność opozycyjną. Był członkiem Chrześcijańskiego Stowarzyszenia Społecznego – z ramienia ChSS sprawował funkcję wiceprzewodniczącego Wojewódzkiej Rady Narodowej w Białej Podlaskiej (1988–1990). Sprawował także funkcję prezesa zarządu wojewódzkiego Unii Chrześcijańsko-Społecznej oraz członka jej zarządu krajowego. Uczestniczył w pracach Światowej Rady Pokoju. Na przełomie lat 80. i 90 zaangażował się w działalność na rzecz odrodzenia Kościoła katolickiego na dawnych ziemiach wschodnich RP oraz odbudowy zabytków sakralnych na Białorusi, był m.in. przewodniczącym komitetu pomocy w odbudowie kościoła katolickiego w Kobryniu. Podczas referendum 1987 był członkiem Centralnej Komisji do Spraw Referendum z ramienia ChSS. W wyborach w 1989 bez powodzenia ubiegał się o mandat senatorski w województwie bialskopodlaskim, uzyskując 2,99% głosów. 
Po 1989 pracował w dyplomacji, m.in. na stanowiskach konsula generalnego w Brześciu (1996–2001) i Moskwie (2001–2006) oraz radcy ambasady polskiej w Mińsku. 
Jest członkiem rady fundatorów oraz sekretarzem Fundacji Ekumenicznej „Tolerancja”.